# Eastern Australia Airlines
Eastern Australia Airlines Pty. Ltd. ist eine australische Regionalfluggesellschaft mit Sitz in Sydney und Basis auf dem Kingsford Smith International Airport. Sie ist eine Tochtergesellschaft der Qantas Airways und Teil der Marke QantasLink.

## Geschichte
Eastern Australia Airlines wurde 1949 als Tamworth Air Taxi Service in Tamworth gegründet und bestand bei Flugbeginn aus einer Maschine und einem Piloten. Kurz danach in Tamair umbenannt, bediente sie kleine Orte und Farmen in New South Wales und Queensland.
Nach 36 Jahren der Expansion und durch Fusionen mit mehreren kleineren Gesellschaften wurde der Name 1987 in Eastern Australia Airlines geändert. Im Jahr 1988 erwarb Australian Airlines 26 % der Gesellschaft von deren Muttergesellschaft East-West Airlines. Im Jahr 1991 wurde Eastern Australia Airlines von Australien Airlines voll übernommen. Im Jahr 1992 kaufte Qantas wiederum Australian Airlines.
Im Jahr 2002 fusionierte Qantas ihre in Mildura ansässige Tochtergesellschaft Southern Australia Airlines mit Eastern Australia Airlines unter deren Namen. Heute fliegt sie zusammen mit anderen Regionalfluggesellschaften ausschließlich unter der Marke QantasLink.

## Flugziele
Eastern Australia Airlines fliegt unter der Marke QantasLink von Sydney Ziele innerhalb Australiens an.

## Flotte

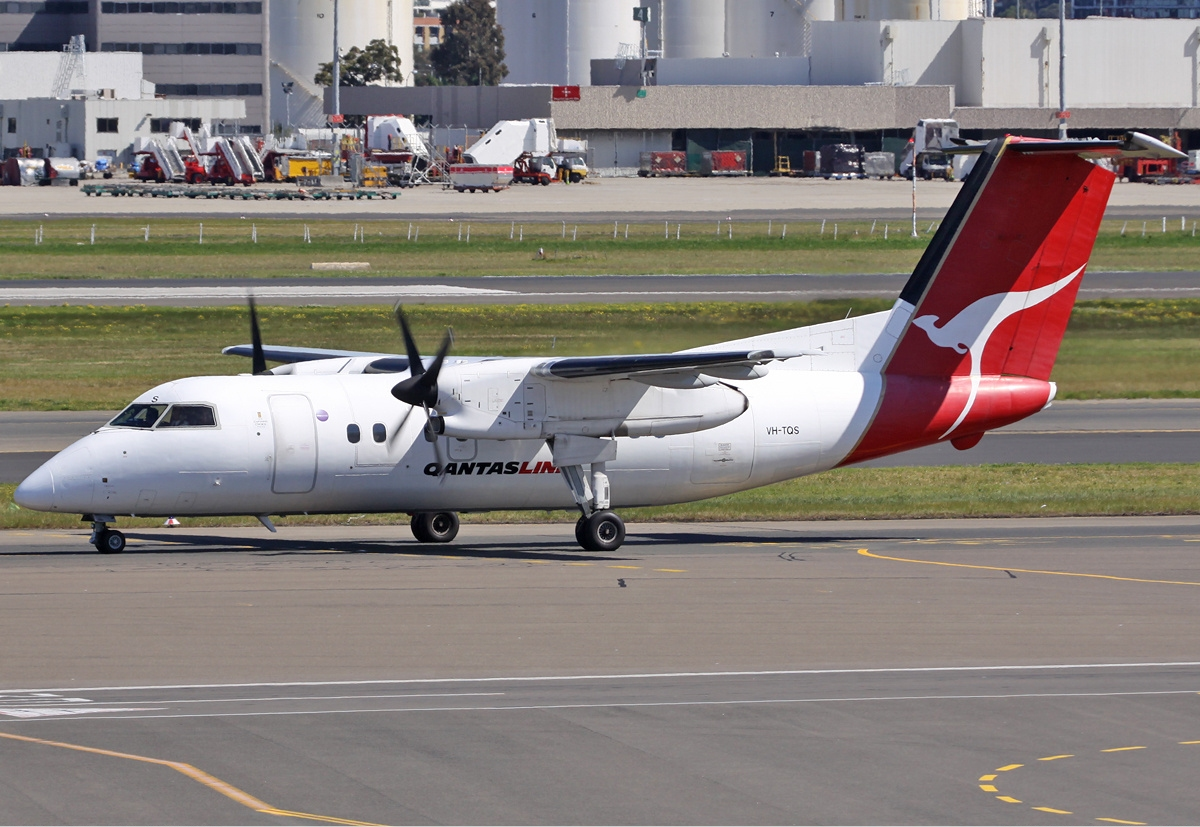
De Havilland DHC-8-200 der Eastern Australia Airlines

### Aktuelle Flotte
Mit Stand April 2025 besteht die Flotte der Eastern Australia Airlines aus sieben Flugzeugen mit einem Durchschnittsalter von 23,8 Jahren:
| Flugzeugtyp            | Anzahl | bestellt | Anmerkungen                               | Sitzplätze | Durchschnittsalter |
| ---------------------- | ------ | -------- | ----------------------------------------- | ---------- | ------------------ |
| De Havilland DHC-8-200 | 2      |          | betrieben für QantasLink; je eine inaktiv | 36         | 28,9 Jahre         |
| De Havilland DHC-8-300 | 5      |          | betrieben für QantasLink; je eine inaktiv | 50         | 21,7 Jahre         |
| Gesamt                 | 7      | -        |                                           |            | 23,8 Jahre         |

### Ehemalige Flugzeugtypen
- Cessna 404
- De Havilland DHC-8-100